# 帕兰加

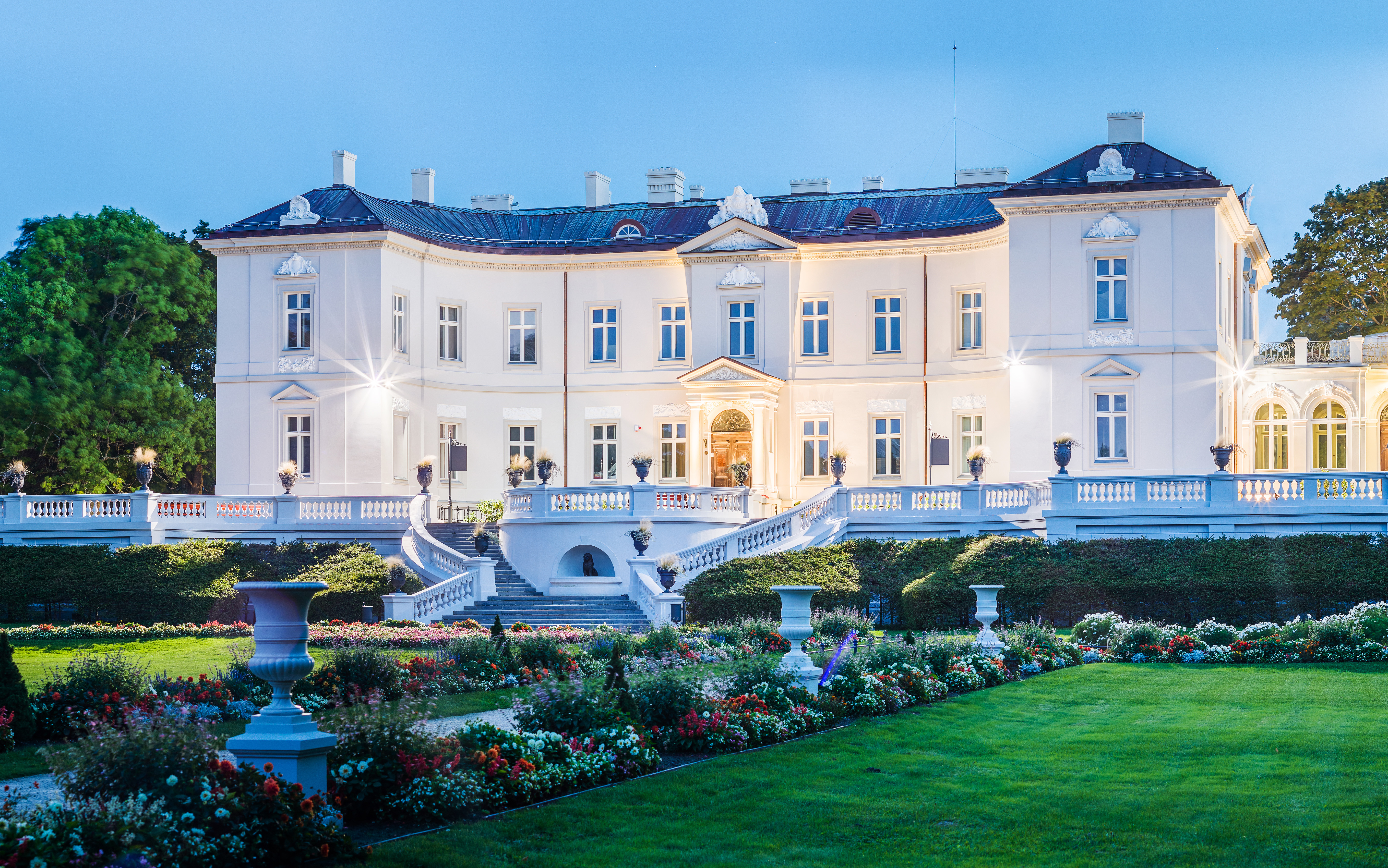
蒂希基維茨宮（现为帕蘭加琥珀博物館）

帕兰加是立陶宛西部克莱佩达县内的一个海滨度假城镇，濒临波罗的海。该城镇为具有市镇地位的帕兰加市的中心城区。该市镇除了此中心城区外还有其他一些聚居点。
帕兰加为立陶宛夏季最繁忙的海滨度假区，市内有沙滩（18公里长、300米宽）和沙丘。